# Nancy Stafford
Nancy Elizabeth Stafford (Wilton Manors, 5 giugno 1954) è un'attrice, conduttrice televisiva e scrittrice statunitense, nota principalmente per il ruolo di Michelle Thomas nella serie TV Matlock.

## Biografia
Nancy Stafford è nata a Wilton Manors, in Florida, un sobborgo di Ft. Lauderdale, dove è cresciuta. Si è laureata in Giurisprudenza presso l'Università della Florida con una laurea in Giornalismo. 
Si dichiara cristiana praticante.
Stafford ha sposato Larry Myers, un pastore protestante. Hanno una figlia e un nipote. Suo fratello maggiore, Tracy Stafford, era un membro della Camera dei rappresentanti della Florida.
Dopo essersi diplomata al Ft. Lauderdale High School nel 1972, fu Miss Florida nel 1976 e partecipò al concorso Miss America del 1977.
Ha iniziato la sua carriera lavorando come modella a New York presso la Ford Model Agency.

## Carriera
Nancy Stafford si è trasferita a Los Angeles nel 1982, dove ha avuto il suo primo ruolo interpretando il doppio ruolo di Adrienne / Felicia Hunt nella soap opera The Doctors. Ha avuto ruoli da guest star in spettacoli come Riptide, Remington Steele, Hunter, Quantum Leap e Magnum, PI.. Nel 1983, Stafford ha ottenuto il suo primo ruolo regolare nella serie di drammi medici, St. Altrove, come Joan Halloran. Ha interpretato il ruolo per tre stagioni.
Il ruolo per cui è maggiormente nota è quello di Michelle Thomas, assistente di Ben Matlock nella serie TV Matlock, al fianco di Andy Griffith, dal 1987 al 1992, in sostituzione di Linda Purl. Prima di interpretare Michelle, ha recitato nello stesso telefilm nel 1986, dove ha interpretato una ragazza squillo. Quando la produzione ha spostato le riprese dalla costa occidentale, Stafford ha deciso di lasciare Matlock.
In seguito ha continuato ad essere guest star in molti telefilm, come E.R.-Medici in prima linea, Frasier, Babylon 5, Baywatch e The Mentalist.
Nancy Stafford è anche l'autrice di alcuni libri a tema cristiano come "Beauty by the Book: Seeing Yourself as God Sees You", "The Wonder of His Love: A Journey into the Heart of God" e "Mothers & Daughters Taking Your Adult Relationship to a Deeper Level".